# 中国共产党冀豫晋省委员会
中国共产党冀豫晋省委员会，简称中共冀豫晋省委，是抗日战争初期领导正太路以南、平汉路以西、同蒲路以东、黄河以北的山西、河北、河南地区工作，配合八路军129师创建以太行山脉、太岳山脉为依托的晋冀豫抗日根据地。

## 历史
1937年5月，根据中共中央决定，中共平汉线省委在石家庄成立，负责从北平到彰德（今河南安阳）的平汉线两侧地区，领导六个特委（保属、保南、保东、保西、直东、直中、直南）及正太铁委的工作。省委书记李菁玉、组织部长李雪峰、宣传部长刘秀峰、军事部长朱则民、青年委员薛振彦。1937年9月，杨秀峰被第一战区司令长官程潜委任为冀西民训指导特派员，“冀西民训处”在井陉县城乡村师范附属小学成立，杨秀峰被中共北方局任命为平汉省委委员。
根据中共中央北方局指示，1937年10月下旬中共平汉线省委在山西平定县改组为中共冀豫晋省委。1937年11月15日随同八路军第129师师部进驻辽县西河头村。
1938年1月底到2月上旬，中共中央北方局委员、驻冀豫晋省委代表彭真传达北方局洪洞会议精神。
1938年5月份实行大特委制度，辖晋冀特委、冀豫边特委，晋东南特委、太岳特委。
1938年8月19日，根据中共中央和中共中央北方局通知，华北各省委一律改称区委，中共冀豫晋省委改称为中共晋冀豫区委员会。1939年11月，晋冀豫区党委所属各特委改称地委。

## 组织机构
- 省委书记李菁玉、李雪峰（1938年2月）
- 副书记彭涛(1938年5月-8月）
- 组织部长李雪峰、何英才（1938年2月）
- 宣传部长徐子荣、彭涛兼任（1939年9月）
- 民运部长彭涛(1938年8月-1943年3月）

冀豫晋省委下辖5个特委和6个支队及中共太岳工作委员会：
- 冀晋特委：1938年1月组建，书记彭涛，军事部长于光汉。改称冀西特委。
- 正太特委：1937年7月组建，书记彭涛.
- 太岳特委：1938年5月组建。辖屯留、长子、沁县、沁源、介休等县。书记安子文。
- 长治特委/晋豫特委/太南特委：1937年11月成立。书记裴孟飞，副书记顾大川，秘书长赵时真，组织部长张晔，宣传部长顾大川（兼），军事部长涂锡道（兼）。1938年3月改称晋豫特委，领导豫北11县。1938年9月改称太南特委。辖晋东南6县：长治、潞城、平顺、高平、陵川、壶关；豫北11县：俢武、博爱、武陟、新乡、辉县、获嘉、汲县、林县、汤阴、淇县、安阳。
- 晋豫特委：1938年3月底中共北方局代表、第十八集团军驻第一战区司令长官部联络处处长朱瑞在阳城县横河镇召开扩大会议，决定把中共直鲁豫边省工委、曲沃特委、河东特委、豫北特委合并为“中共晋豫特委”。特委书记聂真，组织部长薛迅，宣传部长李哲人，军事部长敖纪民（即高锦明），特委委员贾寄尘（嘉康杰）、温建平、方升普、阎子祥。第十八集团军驻第一战区司令部联络处副主任唐天际以中共晋冀豫省委代表身份参加特委。晋豫特委下属阳城、晋城、沁水、翼城、曲沃、绛县、夏县、平陆、芮城、虞乡、垣曲、运城、安邑、闻喜、济源、沁阳、孟县等17个县。1939年1月改称“晋豫地委”。十二月事变后，晋豫地委和太南地委合并为中共太南区委，驻太南区平顺县，属中共晋冀豫区委领导。
- 晋冀特委：1938年5月组建
- 冀豫边特委：1938年5月组建
- 直南临时特委/冀南特委/冀鲁豫边区省委/冀南区委：1937年7月成立，书记马国瑞，负责隆平、尧山、任县、柏乡、南和、平乡、巨鹿、南宫、威县、新河、宁晋、广宗、冀县等县工作。1937年12月13日，一二九师挺进支队进入冀南平原地区。1938年1月，以陈再道为司令员、冀豫晋省委书记李菁玉为政委的一二九师东进纵队到达冀南，直南临时特委改为中共冀南特委，书记马国瑞，组织部长周东光，宣传部长李亚光。1938年3月，宋任穷率八路军一二九师骑兵团到达南宫，与东纵汇合。1938年3月20日，在南宫建立中共冀鲁豫边区省委，书记李菁玉，宣传部长马国瑞，组织部长于光汉，军事动员部长宋任穷。冀南特委分建冀鲁边特委（四特委）和巨任隆特委（二特委）。马国瑞兼任冀鲁边特委书记。1938年5月初，徐向前副师长率领八路军一二九师主力部队七六九团、六八九团和曾国华支队挺进冀南。1938年6月下旬，中共中央决定冀鲁边区归中共北方局和一二九师领导，北方局委托冀鲁豫省委代为领导。1938年8月冀鲁豫边区省委改为冀南区党委，下辖9个地委。
- 独立游击支队（赵涂支队、赵支队）：1937年11月由教导团5连和太谷、榆次游击队组成，约200人，挺进位于陵川县平城镇，创建太南抗日根据地。八路军129师386旅771团政治处主任赵基梅任支队司令员，八路军沁县工作团长涂锡道为政治委员。